# Roberto Arnizaut Silvares
Roberto Arnizaut Silvares (São Mateus, ES — São Mateus, ES) foi um farmacêutico e político brasileiro, nascido em São Mateus, Espírito Santo. Foi deputado estadual pelo Espírito Santo, vereador por três mandatos e prefeito por dois em São Mateus.

## Biografia
Nascido em São Mateus, Espírito Santo, em data incerta, filho do também farmacêutico Américo Silvares e da Senhora Rita Arnizaut Silvares, formou-se pela Faculdade de Farmácia de Juiz de Fora, Minas Gerais.
Realizou um trabalho social-comunitário, atendendo a todos que o procuravam com a mesma dedicação, sendo reconhecido como benfeitor da cidade. Muitos remédios receitados aos pacientes eram manipulados pelo por si próprio, podendo ser listados: xaropes, poções, depurativos, unguentos, vermífugos e outros.
Era muito querido pelos mais humildes, mediante sua forte junto as camadas mais populares. Realizou partos, consultas, pequenas cirurgias e exames cadavéricos, atividades essas que o fezeram ficar conhecido como médico dos pobres.
Fundou a Pharmácia Roberto Arnizaut Silvares no ano de 1937, num belo sobrado na Ladeira São Benedito, no Porto de São Mateus. Possuía também uma farmácia no km 47, na rodovia que liga São Mateus ao município de Nova Venécia, no Distrito de Nestor Gomes.

## Carreira Política
Ingressou na carreira política, tendo sido vereador de São Mateus por três mandatos. Também foi deputado Estadual do Espírito Santo, no período de 1947 a 1950.
Prefeito
Foi prefeito de São Mateus por dois mandatos. No primeiro, entre 01 de fevereiro de 1955 até 31 de dezembro de 1959, foi responsável pelo aterro da estrada do Nativo, ampliação e iluminação do Cemitério de São Mateus, construção do necrotério, construção da rua Arlindo Sodré. Também nesse período, conseguiu elaborar o Plano Diretor Urbano da cidade, onde constava a abertura de grandes avenidas como a Jones dos Santos Neves e a José Tozzi.
Seu segundo mandato durou de 08 de fevereiro de 1963 até 07 de março de 1965. Neste mandato passou por uma grande crise política que culminou com o seu afastamento.